# Douglas Murray (Tontechniker)
Douglas Murray ist ein US-amerikanischer Tontechniker.

## Karriere
Murray begann seine Filmkarriere 1982 als Hilfskraft bei The Mediterranean. Nach weiteren Filmen als Tontechniker für Tonmischung und Tonschnitt war sein erster Film als Supervisor Heart of Midnight – Im Herzen der Nacht. Insgesamt war er an über 100 Filmen und Kurzfilmen als Tontechniker beteiligt. So war auch mehrfach für den Golden Reel Award der Tontechniker-Gilde nominiert. Diesen konnte er direkt 2006 für Harry Potter und der Feuerkelch sowie 2018 für Planet der Affen: Survival gewinnen. Bei Großproduktionen arbeitete er besonders oft mit Matt Reeves, mit dem er 2008 Cloverfield, 2014 Planet der Affen: Revolution, 2018 den bereits erwähnten Planet der Affen: Survival und schließlich 2022 The Batman realisiert. Für letzteren wurde er vielfach nominiert. Als Krönung wurde er bei der Oscarverleihung 2023 in der Kategorie Bester Ton zusammen mit Stuart Wilson, Will Files und Andy Nelson nominiert.

## Filmografie (Auswahl)
- 1982: The Mediterranean (Hilfskraft)
- 1988: Heart of Midnight – Im Herzen der Nacht
- 1988: Chaotische Weihnachten
- 1989: Die Fliege 2
- 1989: Wedding Band
- 1990: Madhouse
- 1990: Chaos im Knast
- 1991: Closet Land
- 1991: Chaotisches Halloween
- 1992: Twin Peaks – Der Film
- 1992: Earth and the American Dream
- 1993: Mr. Wonderful
- 1993: Die Chaos-Kanone
- 1994: Chaos in der Schule
- 1994: Loyalty & Betrayal: The Story of the American Mob (Fernsehfilm)
- 1994: 36 Tage Terror
- 1995: Ein Gorilla zum Verlieben
- 1998: Octalus – Der Tod aus der Tiefe
- 2003: The Actors
- 2004: Sehnsüchtig
- 2005: Duma – Mein Freund aus der Wildnis
- 2005: Harry Potter und der Feuerkelch
- 2006: Ice Age 2 – Jetzt taut’s
- 2006: Goyas Geister
- 2007: Helden der Nacht – We Own the Night
- 2008: Cloverfield
- 2008: Two Lovers
- 2009: Leaves of Grass
- 2010: Friends and Lovers
- 2010: Let Me In
- 2010: Shutter Island
- 2011: Cinema Verite – Das wahre Leben (Fernsehfilm)
- 2012: Chernobyl Diaries
- 2012: Hemingway & Gellhorn (Fernsehfilm)
- 2013: Lone Ranger
- 2014: Planet der Affen: Revolution
- 2016: A Cure for Wellness
- 2016: Monster Trucks
- 2017: Planet der Affen: Survival
- 2019: Don’t Let Go
- 2019: Ad Astra – Zu den Sternen
- 2019: Jean Seberg – Against all Enemies
- 2022: The Batman

## Auszeichnungen (Auswahl)
- 2006: Golden Reel Award in der Kategorie Bester Ton für Harry Potter und der Feuerkelch
- 2009: INOC-Award-Nominierung in der Kategorie Bester Ton für Cloverfield
- 2011: OFTA-Film-Award-Nominierung in der Kategorie Beste Tonmischung für Shutter Island
- 2012: Primetime Emmy in der Kategorie Bester Ton für Hemingway & Gellhorn
- 2017: ACCA-Nominierung in der Kategorie Beste Tonleistung für Planet der Affen: Survival
- 2017: Satellite-Award-Nominierung in der Kategorie Bester Ton für Planet der Affen: Survival
- 2018: Golden Reel Award in der Kategorie Herausragende Leistung im Tonschnitt für Planet der Affen: Survival
- 2023: CinEuphoria Award in der Kategorie Bester Ton für The Batman
- 2023: Golden-Reel-Award-Nominierung in der Kategorie Herausragende Leistung im Tonschnitt für The Batman
- 2023: Oscar-Nominierung in der Kategorie Bester Ton für The Batman